# 토레뎀바라
토레뎀바라(스페인어: Torredembarra)는 스페인 카탈루냐 타라고나 지방 타라고네스의 코마르카에 있는 도시이다. 주민들은 일반적으로 라 토레(스페인어: La Torre)라고 부른다. 이 지역은 도라다 해안에 위치하고 있으며, 서쪽으로는 알타풀라, 북쪽으로는 라 포블라 데 몬토르네스, 동쪽으로는 크레이셀, 남쪽으로는 지중해를 마주보고 있다. 타라고나에서 북동쪽으로 13km, 바르셀로나 남서쪽으로 약 100km 정도 떨어져 있다.